# Kustošak
Kustošak je jedan od brojnih potoka koji izviru iz planine Medvednice. Dobio je ime po zagrebačkoj četvrti kroz koju protječe, Kustošiju. Nakon Kustošije potok nastavlja uz četvrti Rudeš, Voltino, Ljubljanica, Staglišće i Jarun, nakon čega se ulijeva u veliki potok zajedno s Vrapčakom i Črnomercem nekoliko stotina metara prije ušća u rijeku Savu u blizini Jarunskog jezera.
Voda je u potoku II. kategorije kakvoće (lakše onečišćenje). Od faune u ovom potoku žive razni beskralježnjaci: potočni rak i ini rakušci, kukci, virnjaci, pijavice, vodenbabure. Od kralježnjaka na potoku su zabilježene patke i žabe.
Iako je nakon izgradnje kanalizacijske mreže od 90-ih godina, kad je donji tok potoka bio gotovo bežitovan, kvaliteta vode znatno poboljšana, 17. svibnja 2013. godine potok Kustošak je bio mjestom ekološkog incidenta. Kod križanja Ilice i Vatrogasne ulice i kod Trga hrvatskih obrambenih snaga zabilježeno je da je postao fluorescentno zelen bio je onečišćen nekakvim jarko zeleno-tirkiznim bojilom koje isparava i zaudara. Potok je pozelenio i 20. ožujka 2014. godine. Na nekoliko su mjesta uočene uginule žabe.

## Vanjske poveznice
1. ↑  B.V./G.K.: Istraga u tijeku: Tko je 'zazelenio' zagrebački potok Kustošak? (vidi sliku), Dnevnik.hr, 17. svibnja 2013.
2. ↑  Borna Filić: Zašto je potok Kustošak bio jarko zeleno - tirkizne boje?, T-portal, 17. svibnja 2013.